# Palaiargia carnifex
Palaiargia carnifex – gatunek ważki z rodziny pióronogowatych (Platycnemididae). Jest endemitem północnej części Nowej Gwinei.